# Mimì e la nazionale di pallavolo
Attack no. 1 (アタックNo.1?, Atakku Nanbā Wan) è uno spokon manga giapponese di Chikako Urano, pubblicato tra il 1968 e il 1970 sulla rivista shōjo Margaret. Ne è stato tratto un adattamento anime televisivo omonimo di successo, prodotto in 104 episodi tra il 1969 e il 1971 dalla Tokyo Movie Shinsha, con la regia di Eiji Okabe, Fumio Kurokawa e Yoshio Takeuchi. La serie animata è stata inizialmente trasmessa in Italia nel 1981 come Quella magnifica dozzina e in seguito dal 1983 con il titolo più noto Mimì e la nazionale di pallavolo. L'autrice del manga è considerata una delle fondatrici del genere shōjo, e questo è stato uno dei primi manga sportivi divenuto popolare tra le ragazze, diventando poi il primo anime dedicato ad uno sport di genere shōjo, cioè destinato espressamente ad un pubblico femminile. 
Dal manga è stato tratto un seguito Shin Attack no. 1 nel 1975 sempre ad opera di Urano, del quale è stato realizzato un remake da Kanon Ozawa nel 2005. Nel 2005 ne è stato tratto anche un dorama in 11 puntate dal titolo Attack No. 1 con Aya Ueto nel ruolo di protagonista, mentre nel 2018 ne è stato tratto uno spettacolo teatrale interpretato dal gruppo idol Angerme.
Il successivo anime Mimì e le ragazze della pallavolo non ha nulla a che vedere con questa serie.

## Trama
I fatti narrati avvengono all'inizio degli anni settanta.
Kozue Ayuhara (Mimì Ayuhara nell'adattamento italiano dell'anime) è una studentessa delle scuole superiori appassionata di pallavolo, sport che l'ha aiutata a guarire dalla tubercolosi, quando era bambina. A causa dell'aggravamento improvviso delle sue condizioni di salute, si trasferisce da Tokyo in una cittadina di mare dall'aria salubre, per cercare di ristabilirsi completamente.
In un primo momento, vive con lo zio e la moglie, sino a che suo padre viene trasferito per motivi di lavoro. Superata l'ostilità iniziale da parte di alcune compagne, il suo notevole talento impressiona l'allenatore. Kozue scoprirà presto che la strada verso il successo è irta di ostacoli, incompatibilità personali ed altri dilemmi. Kozue dovrà percorrere un difficoltoso cammino ed allenamenti durissimi, ma riuscirà comunque a farcela, per merito soprattutto della sua positiva ambizione, anche quando a volte le complicazioni causate dalle varie situazioni sembrano davvero essere senza speranza. Spesso affonda addirittura nell'autocommiserazione, ma nonostante tutto non si arrende mai.
Entra a far parte della squadra della sua scuola, il Fujimi, in cui si impone grazie alle sue doti e capacità, ed è subito scelta come capitano. Assieme alla sua amica Midori porterà per due volte la sua squadra in finale nel torneo nazionale scolastico.
Assieme a Midori, è scelta per far parte della squadra nazionale juniores, con cui disputa un campionato mondiale negli Stati Uniti, in cui il Giappone si classifica secondo dietro all'Unione Sovietica.
Ritornata in patria, Kozue riprende a giocare con la squadra del Fujimi, ora al Liceo, vincendo il campionato nazionale per due volte consecutive.
Scelta quindi per far parte della nazionale maggiore, Kozue si reca in Bulgaria per disputare il campionato mondiale femminile (nel 1970), nel quale il Giappone, dopo una finale che lo vede nuovamente opposto all'Unione Sovietica, risulterà questa volta vincitore e Kozue sarà proclamata la miglior giocatrice (Attack Number 1, per l'appunto).
La serie si conclude con Kozue che già guarda alle Olimpiadi di Monaco di Baviera del 1972.

## Personaggi

Kozue Ayuhara (Mimì) nell'anime

## Media

### Manga

#### Attack no. 1
Il manga originale, scritto e disegnato da Chikako Urano, è stato pubblicato dal 7 gennaio 1968 e al 29 novembre 1970 sulla rivista shōjo Margaret e in seguito raccolto in 12 volumi, pubblicati anche in Italia da J-Pop dal 14 maggio al 19 novembre 2011.

##### Volumi
| Nº | Data di prima pubblicazione | Data di prima pubblicazione | Data di prima pubblicazione |
| Nº | Italiano                    | Italiano                    |                             |
| -- | --------------------------- | --------------------------- | --------------------------- |
| 1  | 14 maggio 2011              | ISBN 978-88-6123-987-6      |                             |
| 2  | 11 giugno 2011              | ISBN 978-88-6634-026-3      |                             |
| 3  | 9 luglio 2011               | ISBN 978-88-6634-065-2      |                             |
| 4  | 6 agosto 2011               | ISBN 978-88-6634-085-0      |                             |
| 5  | 15 ottobre 2011             | ISBN 978-88-6634-109-3      |                             |
| 6  | 5 novembre 2011             | ISBN 978-88-6634-132-1      |                             |
| 7  | 19 novembre 2011            | ISBN 978-88-6634-133-8      |                             |

#### Shin Attack no. 1
Il sequel del manga, Shin Attack no. 1 (新アタックNo.1?, Shin Atakku Nanbā Wan), è stato realizzato dalla stessa Urano e pubblicato dal 14 settembre al 14 dicembre 1975 su Margaret e in seguito raccolto in due volumi. Il remake del sequel dal titolo omonimo è stato realizzato da Kanon Ozawa e pubblicato dalla stessa rivista dal 25 marzo 2005 per poi essere raccolto in tre volumi.

### Anime
La serie animata prodotta da Tokyo Movie si compone di 104 episodi, trasmessi in Giappone su Fuji TV a partire dal 7 dicembre 1969 al 28 novembre 1971.

#### Edizioni italiane
L'anime in Italia ha avuto tre adattamenti differenti.
Edizione del 1981
La serie è andata in onda per la prima volta in Italia dal 17 novembre 1981 con una prima tranche di 26 episodi trasmessi sulle TV locali con il titolo Quella magnifica dozzina, con sigla iniziale strumentale e sigla finale in inglese. In questo primo adattamento la protagonista mantiene il nome originale di Kozue Ayuhara, ma viene chiamata quasi sempre per cognome, Ayuhara, anche dai genitori stessi; questo probabilmente per un errore di traduzione da parte degli adattatori che avevano invertito nome e cognome. Anche i nomi degli altri personaggi sono stati mantenuti in giapponese, ma in alcuni casi "storpiati", ad esempio Midori viene chiamata Midon. Il doppiaggio è stato eseguito dalla Cineroma con la direzione di Maresa Ward (la madre di Luca, Andrea e Monica, che doppiano anche diversi personaggi nella serie) ed è caratterizzato dall'utilizzo di pochi doppiatori. Quella magnifica dozzina fu replicato fino al 1986 da diversi network regionali privati fra cui Euro TV.
Edizione del 1983
In seguito, per un lungo periodo, dal 17 novembre 1983 fino al 1995, la serie viene riproposta da Fininvest su Italia 1 durante il programma Bim Bum Bam, in quella che diventerà la sua versione più conosciuta: la protagonista assume il nome di Mimì Ayuhara, il titolo diventa Mimì e la nazionale di pallavolo e come sigla viene utilizzata la nota La fantastica Mimì, cantata da Georgia Lepore. Ciò è stato fatto probabilmente sull'onda del successo di un altro anime sulla pallavolo: Mimì e le ragazze della pallavolo. Questa versione viene trasmessa però solo a partire dal 27º episodio (Inizia l'avventura), esattamente da dove si era fermata la precedente edizione, omettendo la parte che vede Mimì e le sue compagne alle prese con la pallavolo durante gli anni delle scuole medie. Nell'adattamento italiano, oltre al nome della protagonista, vengono cambiati anche quelli di alcuni personaggi secondari; tuttavia l'adattamento è incostante, in quanto alcuni personaggi cambiano nome a seconda delle loro diverse apparizioni. L'edizione italiana è stata curata dalla Play World Fim, mentre il doppiaggio è stato eseguito presso lo studio CRC con la direzione e i dialoghi italiani di Giovanni Brusatori. Il cast di doppiatori, seppure più numeroso del precedente, è contraddistinto da un continuo cambio di voci per i personaggi secondari, talvolta anche durante lo stesso episodio. Questa edizione è stata replicata a metà anni ottanta da Rete 4 e da Canale 5 fino ai primi anni novanta, talvolta mentre sulle TV locali veniva replicata contemporaneamente anche la precedente edizione, come se si trattassero di due serie differenti.
Inoltre nel 1986, alcuni anni dopo la prima trasmissione dell'anime su Italia 1, nella successiva e altrettanto fortunata serie Mila e Shiro - Due cuori nella pallavolo, l'adattamento di Fininvest sfruttò il successo del personaggio di Mimì, creando un inesistente legame di famiglia fra le due protagoniste: nel doppiaggio Mila afferma infatti di essere la cugina di Mimì.
Edizione del 1995
Nel 1995 la serie venne completamente ridoppiata per dare continuità alla narrazione, includendo i primi 26 episodi e utilizzando la sigla Mimì e la nazionale di pallavolo cantata da Cristina D'Avena. Le particolarità dell'ultimo adattamento proposto dalla Fininvest sono l'italianizzazione di quasi tutti i nomi (ad eccezione dei personaggi principali) oltre che della moneta corrente (che diventa la lira pur essendo la serie ambientata in Giappone) e, in contrasto con l'ambientazione storica della serie, l'adeguamento ai cambiamenti geografico-politici occorsi in Europa durante i primi anni novanta. Negli episodi in cui la nazionale giapponese di Mimì è alle prese con i campionati mondiali scompaiono rispetto al doppiaggio precedente le nazionali di Unione Sovietica, Cecoslovacchia e Germania Est sostituite rispettivamente da Russia, Repubblica Ceca e Germania (anche se le giocatrici russe vengono talvolta definite "sovietiche"). Ciononostante, rispetto ad altri anime trasmessi da Fininvest/Mediaset, le censure furono minime. L'edizione italiana è stata curata da Ludovica Bonanome per la Mediaset, mentre il doppiaggio è stato eseguito presso lo studio Deneb Film sotto la direzione di Donatella Fanfani. Anche in questo caso, alcuni doppiatori prestano la voce a diversi personaggi, ma con più regolarità nella distribuzione delle voci. Questa terza edizione dopo essere stata trasmessa da Canale 5 ha ricevuto numerose repliche su diversi canali: 7 Cartapiù, dal 21 maggio 2007; Nickelodeon, dall'aprile 2008; Rai Gulp (repliche ep.1-52, dal 14 febbraio 2010; tutti gli episodi, dal giugno 2010); Man-ga dal 25 gennaio 2011.
Dal 2019 una nuova versione rimasterizzata in alta definizione della serie distribuita da Yamato Video è stata trasmessa su Italia 2 utilizzando il ridoppiaggio del 1995. La stessa versione è stata distribuita da Yamato Video in streaming sul canale Anime Generation di Prime Video rendendo disponibili anche i due precedenti doppiaggi.

#### Sigle originali
- Sigla iniziale:  Attack no.1 (アタックNo.1?, Atakku Nanbā Wan), composta da Takeo Watanabe su testi di Keishi Yamazaki e cantata da Kurumi Kobato (ep. 1-5) e da Kumiko Osugi (ep. 6-104).
- Sigla finale: Ban-Bo-Bon (バン・ボ・ボン?) composta da Takeo Watanabe e cantata da Kayoko Ishū.

#### Sigle italiane
- 1981 (trasmissione solo dei primi 26 episodi col titolo Quella magnifica dozzina) sigla iniziale Evening della John Servus Orchestra; sigla finale New Toy di Lene Lovich.
- Dal 1983 al 1995 (trasmissione dal 27º al 104º episodio) La fantastica Mimì di Georgia Lepore[12].
- Dal 1995 al 2008 (trasmissione integrale della serie) Mimì e la nazionale di pallavolo di Cristina D'Avena[13].

Nel 2008, per la trasmissione su Cartapiù e Nickelodeon e nel 2010 per la replica su Rai Gulp, è stata ripristinata la sigla di Georgia Lepore pur mantenendo l'ultimo doppiaggio Fininvest.
Nel 2019, per la trasmissione su Italia 2 della versione rimasterizzata, si è optato per un compromesso: in apertura viene utilizzata Mimì e la nazionale di pallavolo di Cristina D'Avena, in chiusura invece La fantastica Mimì di Georgia Lepore. Nell'edizione per lo streaming su Prime Video, pubblicata anche in Blu-ray, viene utilizzata la sigla di Cristina D'Avena per la traccia audio del ridoppiaggio, mentre per il doppiaggio storico è stata utilizzata la sigla La fantastica Mimì di Georgia Lepore, anche per i primi 26 episodi in cui la protagonista non ha questo nome.

#### Edizioni home video
In Italia la serie è stata pubblicata in DVD da Hobby & Work utilizzando solo il ridoppiaggio del 1995 e da Yamato Video sia in DVD che in Blu-ray con tutti e tre i doppiaggi.

### Film
Dall'anime sono stati tratti quattro film cinematografici riassunitivi di un'ora, distribuiti nei cinema giapponesi dalla Toho tra il 1970 e il 1971:
- Attack no. 1: The Movie (アタック No.1 富士見学園の新星?, Atakku Nanbā Wan Fujimi Gakuen no shinsei)[14]
- Attack no. 1: Revolution (アタック No.1涙の回転レシーブ?, Atakku Nanbā Wan Namida no kaiten reshību)[15]
- Attack no. 1: World Championship (アタック No.1涙の世界選手権?, Atakku Nanbā Wan Namida no sekai senshuken)[16]
- Attack no. 1: Immortal Bird (アタック No.1涙の不死鳥?, Atakku Nanbā Wan Namida no fushichō)[17]

### Dorama
Dal manga è stato tratto un dorama con Aya Ueto nel ruolo di Kozue, trasmesso in 11 puntate da TV Asahi nel 2005 con il titolo omonimo Attack No. 1.

### Musical
Il 29 novembre 2018 ha debuttato in Giappone uno spettacolo teatrale omonimo tratto dal manga, interpretato dal gruppo idol Angerme.

## Altre opere sull'argomento
- Nel 1977 la Nippon Animation ha prodotto la serie Mimì e le ragazze della pallavolo (Ashita e Attack) che nonostante il nome della protagonista (Mimì in italiano, Mimi in giapponese), non ha nulla a che vedere con Mimì e la nazionale di pallavolo. Per coincidenza, la sigla è cantata da Georgia Lepore anche in questa serie, però è scritta da Luigi Lopez.
- Nel 1984 lo studio Knack ha prodotto la suddetta serie Mila e Shiro - Due cuori nella pallavolo basata sul manga Attacker You! di Jun Makimura e Shizuo Koizumi.